# Olivia Hallinan
Olivia Hallinan (ur. 20 stycznia 1984 w Hounslow, Londyn) – brytyjska aktorka.

## Filmografia
- 1994-1995: Just William jako Susie Chambers
- 1994: Mole's Christmas
- 1994: The Choice jako Anna
- 1994: Das Sprechende Grab jako Poppi
- 1995-1998: Julia Jekyll and Harriet Hyde jako Julia Jekyll
- 1999: Doomwatch: Winter Angel jako Jessica Tannahill
- 1999: Knickerbocker Bande jako Poppi
- 2003: Dziewczyny i miłość jako Ellie
- 2005: Sugar Rush jako Kim
- 2008: Z Lark Rise do Candleford jako Laura Timmins

## Gościnnie
- 1999: Wszystko może się zdarzyć jako Sarah
- 1999: Szpital Holby City jako Gina Turrall
- 2000: Lekarze jako Gemma Davies
- 2002: Crossroads – Dogonić marzenia jako Hillary Barns
- 2004: Murder in Suburbia jako Lydia Blakeman
- 2008: Torchwood 1x10 - Spoza czasu” jako Emma